# NGC 6811
NGC 6811 è un ammasso aperto visibile nella costellazione del Cigno; possiede dimensioni apparenti pari alla metà della Luna piena ed è relativamente brillante.

## Osservazione

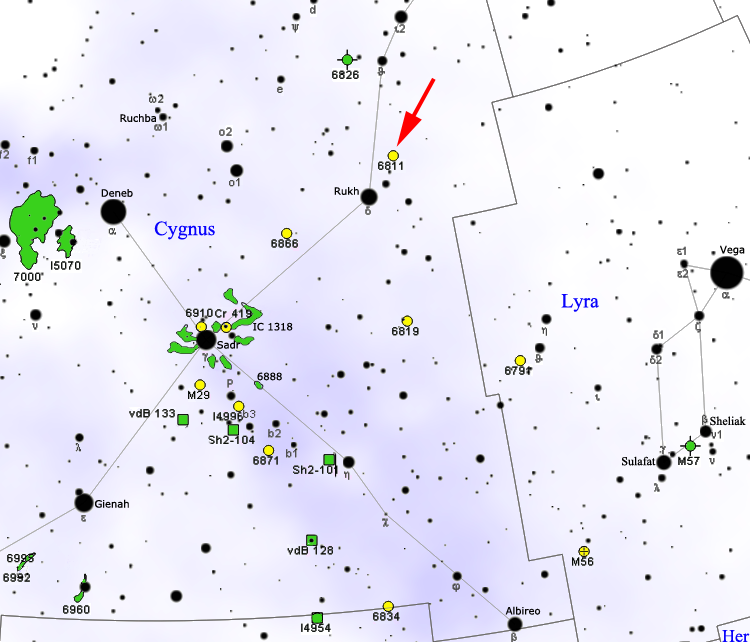
Mappa per individuare NGC 6811.

Si tratta di un ammasso aperto abbastanza appariscente, visibile quasi due gradi a nordest della stella δ Cygni, in un campo stellare piuttosto ricco di stelle di fondo sul bordo della Via Lattea. Può essere individuato anche attraverso un binocolo 10x50, in cui appare come una chiazza chiara e nebulosa, impossibile da risolvere in stelle; le sue componenti più luminose infatti, essendo di decima e undicesima magnitudine, diventano visibili solo con un telescopio da almeno 120mm di apertura. Già a 80x l'ammasso è completamente risolto in diverse decine di stelle.
NGC 6811 può essere osservato da entrambi gli emisferi terrestri, sebbene la sua declinazione molto settentrionale favorisca notevolmente gli osservatori dell'emisfero nord; dalle regioni boreali si presenta estremamente alto nel cielo nelle notti d'estate, mentre dall'emisfero australe resta sempre molto basso, ad eccezione delle aree prossime all'equatore. È comunque visibile da quasi tutte le aree abitate della Terra. Il periodo migliore per la sua osservazione nel cielo serale è quello compreso fra giugno e novembre.

## Storia delle osservazioni
NGC 6811 venne osservato per la prima volta da John Herschel nel 1829, che lo vide attraverso gli strumenti appartenuti al padre William Herschel; in seguito lo inserì nel suo General Catalogue of Nebulae and Clusters, pubblicato nel 1864.

## Caratteristiche
Si tratta di un ammasso non particolarmente ricco, ma ben in risalto sui campi stellari circostanti; possiede un'età di almeno 700 milioni di anni ed è pertanto piuttosto evoluto. In esso le popolazioni stellari di debole luminosità scarseggiano, anche a causa della sua evoluzione dinamica. Un'altra caratteristica che condivide con altri ammassi di grande età è la sua posizione alle alte latitudini galattiche.
Studi condotti sull'analisi dei dati della Missione Kepler hanno permesso di identificare 71 stelle di piccola massa fisicamente legate all'ammasso, come emerso dalla loro velocità radiale; lo studio ha preso in esame i parametri rotazionali di queste stelle, allo scopo di definire maggiormente la relazione fra periodo di rotazione, età e massa. La sua distanza si aggira sui 1200 parsec (circa 4000 anni luce), in una zona del Braccio di Orione particolarmente ricca di nubi molecolari e di gas ionizzato per via della presenza del grande complesso di Cygnus X.

## Pianeti
Il 26 giugno 2013 con un articolo su Nature è stata data la notizia che due pianeti sono stati scoperti orbitare attorno ad una stella appartenente all'ammasso analizzando i dati di Kepler. Si tratta dei primi esopianeti scoperti all'interno di un ammasso stellare mediante il metodo del transito. L'interno degli ammassi stellari è sempre stato giudicato come luogo non adatto alla formazione planetaria, in quanto le forze gravitazionali dovute alla vicinanza tra le stelle e l'intensa luce ultravioletta che proviene da giovani stelle, potrebbero disgregare in tempi brevi l'eventuale disco protoplanetario; su più di 800 pianeti conosciuti infatti, solo quattro fanno parte di ammassi stellari. I pianeti scoperti hanno una raggio 2,8 e 2,9 volte quello terrestre.